# Blu tramonto
Blu tramonto è una storia a fumetti realizzata nel 2021 da Leo Ortolani in collaborazione con l'agenzia spaziale italiana.
Si tratta del terzo volume della "Trilogia dello spazio", dopo C'è spazio per tutti (pubblicato da Panini Comics nel 2017) e Luna 2069 (edito invece dalla Feltrinelli Comics nel 2019). Anche quest'opera, pubblicata da Feltrinelli Comics, è stata realizzata con la collaborazione di ASI, Agenzia Spaziale Italiana, come era avvenuto per le due precedenti.
Il protagonista del libro è un astronauta (con le fattezze di Rat-Man) in missione nello spazio, che resta a cercare la vita su Marte (un pianeta dal "tramonto blu") nonostante tutti abbiano lasciato perdere. La solitudine lo porta ad avere allucinazioni e a immaginarsi persone fuori contesto (Monica Bellucci, Nicolas Cage). Trova la vita ma non si ha modo di sapere se ci sia davvero o se sia la sua immaginazione a giocare brutti scherzi.